# 차이징
차이징(중국어: 蔡竞, 병음: Cai Jing, 한자음: 채경, 1993년 6월 23일 ~ )은 중화인민공화국의 바둑 기사이다. 후난성 창사시 출신으로 중국기원 소속의 6단이다.

## 경력
후난성 창사시에서 태어났다. 2007년 프로바둑에 입단했고 2008년 중국 전국바둑개인전 남자 을조 경기에서 9승 1패로 궈원차오를 누르고 우승했다. 2012년 중국 갑조리그에 안후이성 대표 참가하여 9경기 연속으로 승리했다. 2014년 제11회 창기배에서 천셴에게 승리한 후 우광야와 롄샤오, 장웨이제를 차례로 누르고 준결승에 올랐으나 퍄오원야오에게 0승 2패로 패배했다.
2014년 제2회 낙양용문배 기성전 예선에서 차오즈젠과 황천, 웨이이보를 누르고 본선에 진출하여 장웨이제과 궈위정, 주위안하오, 셰얼하오를 차례로 누르고 도전자 결승전에 올랐으나 롄샤오에게 1승 2패로 패배했다. 7월에 6단으로 승단했다.
2016년 제21회 삼성화재배 예선에서 허영호와 최명훈, 펑리야오를 누르고 본선에 진출하여 위빈을 누르고 2회전에 올랐으나 신진서에게 패배하여 16강에 오르지 못했다.